# Gnefro
Lo gnefro o gnèfru, nella cultura popolare dell'Umbria, e in particolare della Valnerina, e della zona delle città di Terni e di Rieti, è una creatura leggendaria che è solita vivere in gruppi più o meno numerosi nei pressi della cascata delle Marmore, del lago di Piediluco, e lungo il fiume Nera tra la cascata stessa e la fine della Valnerina.

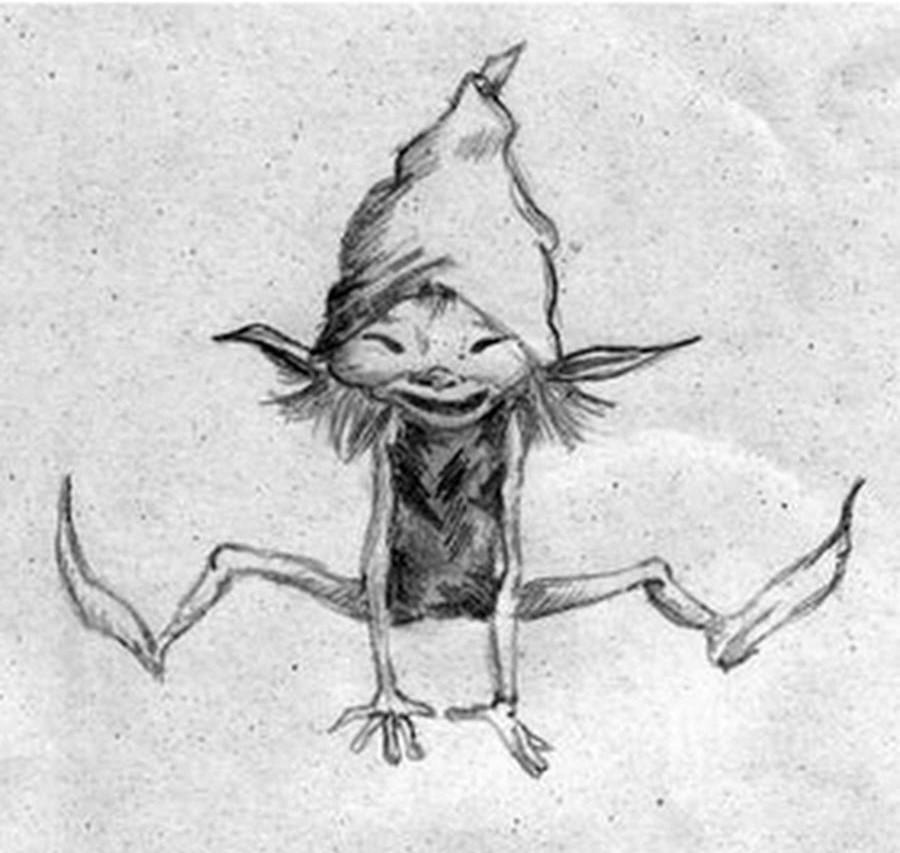
Un folletto dall'aspetto infantile, corrispondente alla descrizione dello Gnefro.

## Caratteristiche
Secondo la tradizione popolare risalente al Medioevo, questa creatura è di fatto assimilabile a una sorta di folletto o gnomo di bassa statura, per lo più inferiore a un metro, ma particolarmente legato all'elemento acqua, senza la quale non potrebbe vivere.
Secondo alcuni racconti appare ai viandanti esclusivamente di notte, a volte con l'aspetto di un bambino grazioso, e altre con le fattezze di una specie di piccolo gnomo con pelle ruvida e cresposa.

### Leggende
Le leggende narrano che gli gnefri si divertano a importunare i viandanti solitari con scherzi o piccoli dispetti finalizzati per lo più a spaventarli senza però arrecare mai reali danni gravi. Secondo tali tradizioni, gli gnefri sono dotati di piccoli e tenui poteri magici. Alcuni li considerano veri e propri folletti protettori delle case.
La figura del folletto si intreccia con altre leggende acquatiche legate alla cascata delle Marmore, tra cui una di origine romana solitamente raccontata dallo stesso Gnefro, secondo la quale l'amore impossibile tra una ninfa di nome Nera ed un giovane pastore chiamato Velino avrebbe portato alla loro metamorfosi rispettivamente nell'omonimo fiume e nella celebre cascata che ad esso si congiunge.